# Ökumenisches Konzil
Ökumenische Konzilien (von griechisch Oikumene, „ganze bewohnte Erde“; und lateinisch concilium, „gemeinsame Beratung“) sind Versammlungen, auf denen Verantwortliche aus der christlichen Kirche der ganzen Welt zur Beratung und gemeinsamen Entscheidung bedeutsamer strittiger Fragen zusammenkommen. Deswegen erheben ökumenische Konzilien auch Anspruch auf weltweite Geltung ihrer Entscheidungen. In der Geschichte des 1. Jahrtausends ist der Begriff der Oikumene praktisch identisch mit (Süd-)Europa, dem Nahen Osten und Nordafrika, wo ihre Entscheidungen als verbindliche Lehrnorm rezipiert wurden.
Biblisches Vorbild für die ökumenischen Konzilien wie für alle Konzilien ist das Apostelkonzil, auf dem im Jahr 49 oder 50 die bedeutendsten Vertreter der Heidenchristen und Judenchristen in Jerusalem zusammenkamen, um über den Verpflichtungsgrad verschiedener jüdischer Gesetze für alle Christen zu entscheiden.
Historisch bezeichnet der Begriff nicht ein gemeinsames Konzil verschiedener Konfessionen im Sinne der ökumenischen Bewegung.

## Konzilien der Alten Kirche
Als ökumenische Konzilien der Alten Kirche werden sieben allgemeine Bischofsversammlungen bezeichnet, die von 325 bis 787 im Westen der heutigen Türkei stattfanden und heute von der römisch-katholischen Kirche, den katholischen Ostkirchen, der altkatholischen Kirche, den orthodoxen Kirchen, den anglikanischen Kirchen und in evangelischen Kirchen anerkannt werden. Spätere Konzilien, auch gemeinsam beschickte, erlangten aus inneren und äußeren Gründen nicht dieselbe Einhelligkeit in der Anerkennung.
- Erstes Konzil von Nicäa (325),
- Erstes Konzil von Konstantinopel (381),
- Konzil von Ephesos (431),
- Konzil von Chalcedon (451),
- Zweites Konzil von Konstantinopel (553),
- Drittes Konzil von Konstantinopel (680),
- Zweites Konzil von Nicäa (787).

Die orthodoxen Kirchen erkennen auch das Quinisextum als ökumenisch an, zählen es aber nicht als eigene Synode, sondern als Fortsetzung oder Vollendung der sechsten Synode. Die Apostolische Kirche des Ostens erkennt nur die beiden ersten, die altorientalischen Kirchen nur die ersten drei Konzilien als ökumenisch (und damit verbindlich) an. Im Protestantismus ist die Rezeption des Zweiten Nicänums teilweise umstritten.

## Ökumenische Konzilien der katholischen Kirche
In der katholischen Kirchengeschichtsschreibung gelten seit Bellarmins Disputationes de controversiis (1586) nach den sieben Konzilien der Alten Kirche (bis 787) auch die Ignatianische Synode von 869/870 und elf Synoden des 12. bis 16. Jahrhunderts trotz Abwesenheit von Vertretern der Ostkirche als ökumenische Konzilien. Dazu kamen später das Erste und das Zweite Vatikanische Konzil, so dass in der römisch-katholischen Kirche heute insgesamt 21 Konzilien als ökumenisch gelten, von denen aber nur die ersten sieben auch von anderen Kirchen als ökumenisch anerkannt werden.
Nach dem Verständnis der römisch-katholischen Kirche sind Konzilien Versammlungen im Heiligen Geist und werden als liturgische Feiern begangen. Nach geltendem Kirchenrecht (Codex Iuris Canonici, Canones 222–229) haben die Bischöfe, die im Rahmen eines ökumenischen Konzils gemeinsam mit dem Papst einen Beschluss fassen, die höchste Lehrautorität in der Kirche und sind in diesem Beschluss unfehlbar. Dieser Unfehlbarkeitsanspruch ist nicht zu verwechseln mit der bedeutend jüngeren Lehre von der päpstlichen Unfehlbarkeit in Fragen der Glaubens- und Sittenlehre, wie sie im Rahmen des Ersten Vatikanischen Konzils (1869–1870) verkündet wurde.

## Ökumenische Konzilien in den orthodoxen Kirchen
Die orthodoxen Kirchen hingegen haben im Bewusstsein des eigentlichen Oikumene-Begriffs darauf verzichtet, bei Abwesenheit der Westkirche ein Konzil ökumenisch zu nennen, wenn es auch im 2. Jahrtausend einige panorthodoxe Konzilien aller (in der jeweiligen Situation erreichbaren) orthodoxen Kirchen gab. Das bedeutendste Konzil dieser Art war das Konzil von Jerusalem von 1672. Das Pan-Orthodoxe Konzil vom 19. bis 26. Juni 2016 beriet einen Entwurf, dem zufolge das Photianische Konzil (879–880), „bei dem die Einfügung des ‚Filioque‘ – des Bekenntnisses zum Ausgang des Heiligen Geistes auch vom Sohn – durch die lateinische Kirche verurteilt wurde, die Konzilien des 14. Jahrhunderts in Konstantinopel (bei denen es um diffizile theologische Fragen in Abgrenzung zur scholastischen Theologie des Westens ging), das Konzil von Iași von 1642 (bei dem katholische und protestantische theologische Denkmodelle zurückgewiesen wurden) und das Konzil von Jerusalem 1672 (mit seiner Verurteilung des Calvinismus und des ‚Filioque‘) als ‚Heilige und Große Konzile‘ anerkannt werden sollen.“ Dieses Konzil wurde jedoch wegen verschiedener strittiger Punkte nur von zehn (von vierzehn) selbstständigen („autokephalen“) Kirchen besucht.

## Sammlungen von Beschlüssen ökumenischer Konzilien
Für die Rezeption der Beschlüsse ökumenischer Konzilien war entscheidend, welche Beschlüsse welcher Konzilien in Sammlungen aufgenommen wurden. Bis ins 16. Jahrhundert geschah dies in Form von Kanones-Sammlungen, die meist dezentral entstanden, nur handschriftlich verbreitet waren und teilweise stark voneinander abwichen. Mit dem Aufkommen des Buchdrucks kamen größere Sammlungen von Konzilsbeschlüssen (sowohl der ökumenischen als auch anderer) auf. Im späten 16. Jahrhundert entstand in der katholischen Kirche dabei der Plan einer offiziösen, für den kirchlichen Gebrauch verbindlichen Sammlung, die Anfang des 17. Jahrhunderts in Form der sogenannten editio Romana erschien. Auswahl und Wortlaut der Beschlüsse variieren in den verschiedenen gedruckten Ausgaben. Erst im 20. Jahrhundert erschienen die ersten historisch-kritischen Editionen, die auf Basis der handschriftlichen Überlieferung eine angegebene Textstufe der Überlieferung (nicht immer den „Urtext“) nach wissenschaftlichen Kriterien rekonstruieren.

## Editionen und Übersetzungen
- The Seven Ecumenical Councils of the Undivided Church. Their Canons and Dogmatic Decrees […] (= A Select Library of Nicene and Post-Nicene Fathers of the Christian Church 2nd ser. Band 14). Oxford, New York 1900 (archive.org [abgerufen am 10. Mai 2022]).
- Giuseppe Alberigo, Giuseppe A. Dossetti, Péricles-Pierre Joannou, Claudio Leonardi, Paulo Prodi (Hrsg.): Conciliorum Oecumenicorum Decreta. 3. Auflage. Istituto per le scienze religiose, Bologna 1973 (archive.org [abgerufen am 10. Mai 2022]). [Dritte Auflage der COD, zur vierten siehe unten.]
- Josef Wohlmuth (Hrsg.): Konzilien des ersten Jahrtausends. Vom Konzil von Nizäa (325) bis zum Vierten Konzil von Konstantinopel (869/70) (= Dekrete der ökumenischen Konzilien. Band 1). 3. Auflage. Schöningh, Paderborn, München, Wien, Zürich 2002. [Griechischer und lateinischer Text nach der dritten Auflage der COD, deutsche Übersetzung auf Basis des griechischen Textes, teilweise unter Berücksichtigung neuerer Editionen oder zusätzlicher Handschriften.]
- Giuseppe Alberigo, Adolf Martin Ritter, Luise Abramowski, Ekkehard Mühlenberg, Pietro Conte, Hans-Georg Thümmel, George Nedungatt, Silvano Agrestini, Erich Lamberz, Johannes Bernhard Uphus (Hrsg.): The Ecumenical Councils: From Nicaea I to Nicaea II (325-787) (= Conciliorum Oecumenicorum Generaliumque Decreta. Band 1). 2006, ISBN 978-2-503-52363-7. [Erster Band der laufenden Neuauflage der COD unter neuem Titel (kurz „CODG“) und auf Grundlage kritischer Editionen.]